# Intel Core 2
Intel Core 2 és un microprocessador fabricat per Intel i la continuació dels Pentium D o Core Duo. Es va començar a distribuir el 27 de juliol de 2006. L'accés a "memòria intel·ligent" optimitza l'amplada de banda de les dades. La seva arquitectura es basa en el Pentium M, ja que va demostrar ser més eficient que l'arquitectura dels Pentium 4. Els processadors Intel Core 2 han estat comparats amb els processadors més potents fins al moment d'AMD. El processador Intel Core 2 és un processador amb una pipeline de 4 etapes permetin això escalar més en freqüència que el Core 1 (el seu antecessor), que tenia 12 etapes com el Athlon 64. A més té un motor d'execució ample amb tres ALUs, quatre FPUs i tres unitats SSE de 128 bits. Aquestes dues característiques fan que sigui el processador x86 que més instruccions per cicle pot aconseguir.
Intel va tornar a velocitats de CPU baixes i va millorar l'ús del processador de tots dos cicles de velocitat i energia comparats amb anteriors NetBurst dels CPU Pentium 4/D La microarquitectura Core proveeix etapes de descodificació, unitats d'execució, memòria cau i busos més eficients, reduint el consum d'energia de CPU Core 2, mentre s'incrementa la capacitat de processament. Els CPU d'Intel han variat molt bruscament en consum d'energia d'acord amb velocitat de processador, arquitectura i processos de semiconductor, mostrat en les taules de dissipació d'energia del CPU
La marca Core 2 va ser introduïda el 27 de juliol de 2006, abastant les línies Solo (un nucli), Duo (doble nucli), Quad (quatre nuclis), i Extreme (CPU de dos o quatre nuclis per a entusiastes), durant el 2007. Els processadors Intel Core 2 amb tecnologia vPro (dissenyats per a negocis) inclouen les branques de doble nucli i quatre nuclis.

## Duo, Quad, i Extreme
Els CPU de marca Core 2.04 inclouen: triple nucli (per a sobretaules de gamma alta i baixa), "Merom" (doble nucli per a portàtils), "Kentsfield" (quatre nuclis per a sobretaules), i les seves variants cridades "Penryn" (doble nucli per a portàtils), "Wolfdale" (doble nucli per a sobretaules, doble nucli de gamma baixa per a sobretaules) i "Yorkfield" (quatre nuclis per a sobretaules).
Els processadors Core 2 posseeixen la Virtualization Technology -tecnologia de virtualització- (excepte els models T52x0, T5300, T54x0, T55x0 "B2", E2xx0, T2300E, E4x00, E7x00 i E8190), Execute Disable Bit, i SSE3. El seu microarquitectura Core va introduir també SSSE3, Trusted Execution Technology, Enhanced SpeedStep, i Active Management Technology (iAMT2). Amb un Thermal Design Power (TDP) fins a de sol 65 W, el Core 2 Conroe de doble nucli va consumir solament la meitat de l'energia dels xips de Pentium D menys capaços però també doble nucli amb un TDP fins a de 130 W (un TDP alt requereix refredament addicional que pot ser sorollós o car).
Sent típic pels CPU, els CPU Core 2 Duo E4000/E6000, Core 2 Quad Q6600, Core 2 Extreme doble nucli X6800, i quatre nuclis QX6700 i QX6800 van ser la meitat de l'energia dels xips afectats per errors de programari menors
| Família de processadors Intel Core 2                                    | Família de processadors Intel Core 2 | Família de processadors Intel Core 2  | Família de processadors Intel Core 2 | Família de processadors Intel Core 2 | Família de processadors Intel Core 2   | Família de processadors Intel Core 2 |
| *                                                                       | Sobretaula                           | Sobretaula                            | Sobretaula                           | Portàtil                             | Portàtil                               | Portàtil                             |
| *                                                                       | Nom clau                             | Nuclis                                | Data de sortida                      | Nom clau                             | Nuclis                                 | Data de sortida                      |
| ----------------------------------------------------------------------- | ------------------------------------ | ------------------------------------- | ------------------------------------ | ------------------------------------ | -------------------------------------- | ------------------------------------ |
| Core 2 Duo                                                              | Conroe Allendale Wolfdale            | dual (65 nm) dual (45 nm)             | Ago 2006 Gen 2007 Gen 2008           | Merom Penryn                         | dual (65 nm) dual (45 nm)              | Jul 2006 Gen 2008                    |
| Core 2 Extreme                                                          | Conroe XE Kentsfield XE Yorkfield XE | dual (65 nm) quad (65 nm) quad(45 nm) | Jul 2006 Nov 2006 Nov 2007           | Merom XE Penryn XE                   | dual (65 nm) dual (45 nm) quad (45 nm) | Jul 2003 Gen 2008 Ago 2008           |
| Core 2 Quad                                                             | Kentsfield Yorkfield                 | quad (65 nm) quad (45 nm)             | Gen 2007 Mar 2008                    | Penryn                               | quad (45 nm)                           | Ago 2008                             |
| Core 2 Sol                                                              | Versió de sobretaula no disponible   | Versió de sobretaula no disponible    | Versió de sobretaula no disponible   | Merom Penryn                         | solo (65 nm) solo (45 nm)              | Set 2007 Mai 2008                    |
| * Ordenats per data de sortida Llista de microprocessadors Intel Core 2 |                                      |                                       |                                      |                                      |                                        |                                      |

## Nuclis

### Conroe
El primer nucli de processador de la mo de producte d'Intel 80557, va ser llançat el 27 de juliol de 2006 al Fragapalooza, un esdeveniment lúdic anual a Edmonton, Alberta, Canadà. Aquests processadors van ser fabricats en plaques de 300mm usant un procés de manufactura de 65nm, i optimitzats per a ordinadors de sobretaula, reemplaçant les CPU Pentium 4 i Pentium D. Intel ha declarat que el nucli Conroe proporciona un 40% més de potència amb un consum un 40% menor. Tots els nuclis Conroe són fabricats amb 4 MiB de memòria cau de nivell 2(L2), en qualsevol cas a causa de defectes de fabricació o per fer més rendible la seva comercialització, les versions E6300 i E6400 basats en aquest nucli, tenen la meitat de la seva memòria cau deshabilitada, deixant-los amb sol 2 MiB útils de memòria cau de nivell 2. Les CPU E6300 i E6400 basats en el nucli Conroe tenen el B2 amb stepping (seqüenciació).
Els models alts de la gamma, E6300 (1,86 GHz) i E6400 (2,13 GHz) tots dos amb un FSB de 1066 MHz van ser presentats el 27 de juliol de 2006.
Tradicionalment, les CPU de la mateixa família amb menor memòria cau simplement tenen la memòria cau restant deshabilitada, permetent la seva venda un preu més baix a causa d'aquestes tares. D'aquesta manera les millores es redueixen a reemplaçar-los per versions que solament tenen la memòria cau que es necessita en el nucli idèntic, per abaratir els costos de producció.
En el seu llançament, el preu de Intel per als processadors core 2 Duo E6300 i E6400 van ser de 183 i 224 dòlars americans respectivament. Les CPU Conroe tenen millors prestacions sobre els models anteriors amb velocitats de processament similars. Segons les revisions, la major memòria cau de 4 MiB de nivell 2 contra la menor memòria cau de 2 MiB L2 a la mateixa freqüència i el major FSB poden proveir d'un benefici de funcionament del 0-9% en algunes aplicacions i del 0-16% per a alguns jocs.

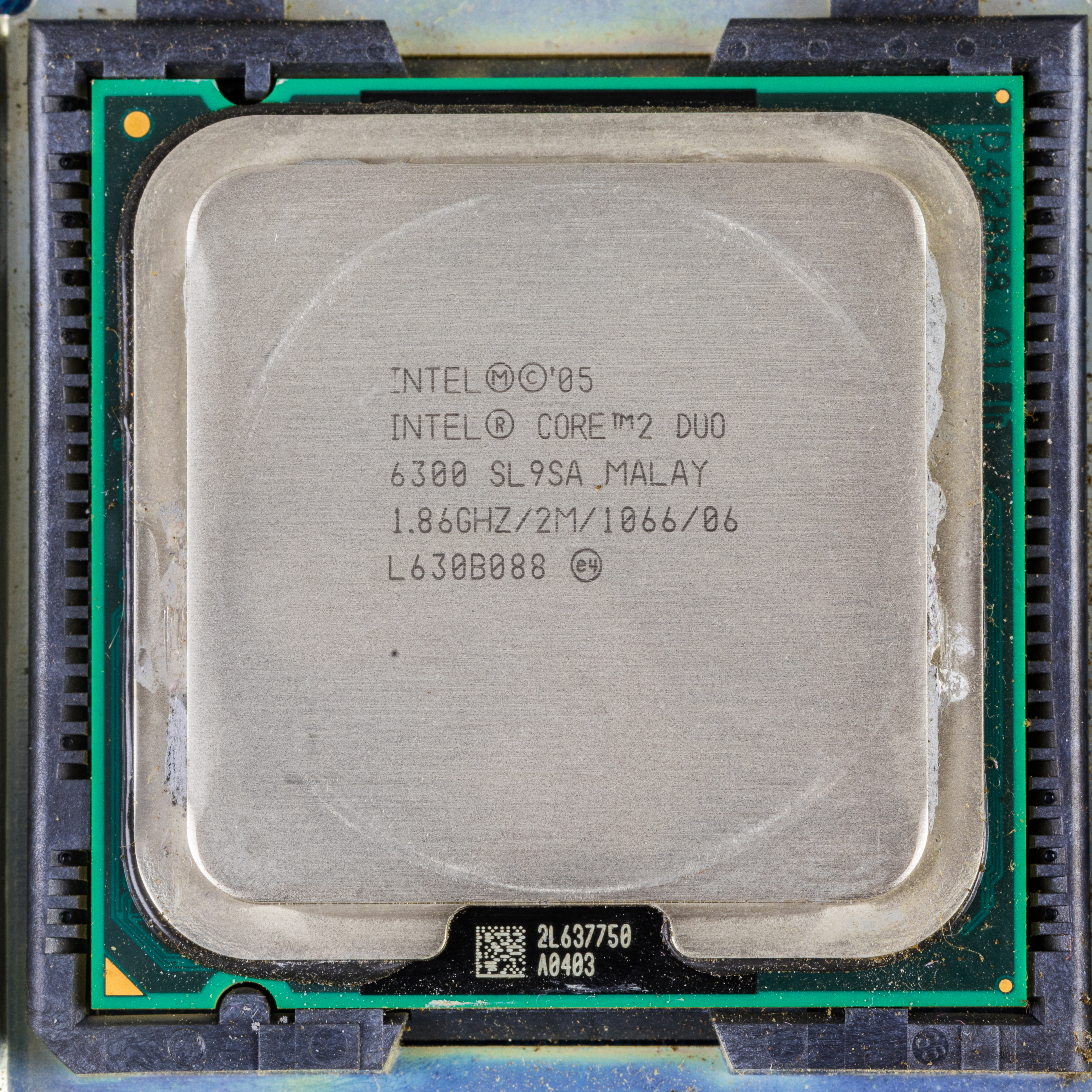
Processador Intel Core 2 Duo E6300.

Els models Core 2 Duo Conroe de gamma alta són els E6600 (2,4 GHz) i E6700 (2,67 GHz). La família té 1066 MT/s de FSB, 4 MiB de memòria cau L2 i 65 W de consum. Aquests processadors es van enfrontar als processadors de gamma alta disponibles de AMD (Athlon sèrie 64 fx) que van ser, abans de l'última presentació d'Intel, les CPU més ràpides disponibles.
Els xips Conroe també experimenten una temperatura de sortida molt menor que els seus predecessors - un benefici de la nova tecnologia de 65 nm i la més eficient microarquitectura. En el seu llançament, el preu d'Intel per als processadors Core 2 Duo E6600 i E6700 van ser de 316 i 530 US$ respectivament.
Les CPU Conroe E6320 i E6420 a 1,86 i 2,13 GHz respectivament van ser presentades el 22 d'abril de 2007 comptant amb una memòria cau completa de 4 MiB.
Intel va llançar 4 processadors Core 2 Duo addicionals el 22 de juliol de 2007. Aquest llançament va coincidir amb el dels xipsets Intel Bearlake(x3x). Els nous processadors Core 2 Duo van ser anomenats E6540, E6550, E6750 i E6850. Els processadors el nombre dels quals de sèrie acaba en 50 tenen 1333 MT/s de FSB. Tots ells compten amb 4 MiB de memòria cau L2. La freqüència de rellotge és similar als processadors ja presentats amb els 2 primers dígits iguals (E6600, E6700, X6800). Una part d'Intel va confiar a la tecnologia d'execució i el suport vPro. Aquests processadors van ser criticats enfront de la línia de processadors AMD Stars i com a conseqüència el preu va baixar en els processadors amb 1066 MB/s de FSB.
Intel ha aclarit que els models E6300 i l'E6400 són nuclis Conroe amb la memòria cau deshabilitada. El nucli Allendale és de la sèrie de les CPU I4xx0.

### Conroe XE
El nucli Core 2 Extreme va ser oficialment presentat el 29 de juliol de 2006. No obstant això, alguns detallistes ho van presentar el 13 de juliol de 2006 com una major primícia. Els models E6x00, els Core 2 Duo menys potents, van ser programats per ser presentats simultàniament amb el X6800, tots dos disponibles en aquest moment. Potenciats amb el nucli Conroe XE, reemplacen al nucli dual dels processadors de l'edició Pentium Extreme Edition. Els Core 2 Extreme tenen una velocitat de rellotge de 2,93 GHz i 1066 MT/s de FSB a pesar que inicialment s'esperava llançar-los amb 3,3 GHz i 1333 MT/s. El consum d'energia per a aquesta família és de 75 fins a 80 W. Amb SpeedStep habilitat, la temperatura de la CPU en funcionament és bàsicament igual a la temperatura ambienti.
El preu de llançament de Intel pels Core 2 Extreme X6800 va ser de US$999 cadascun en quantitats de 1000. Com la plataforma Core 2 Duo, est va tenir una memòria cau L2 compartida de 4 MiB. Això significa que l'única diferència entre el Core 2 Duo i el Core 2 Extreme és la velocitat de rellotge i el multiplicador obert, avantatges normals de l'edició Extreme. El multiplicador ascendent desbloquejat és solament per a entusiastes o professionals perquè permet a l'usuari posar la velocitat de rellotge més alta que la càrrega de la freqüència sense modificar el FSB a diferència dels models Core 2 Duo que solament permeten desbloquejar el factor descendent.

### Conroe L
El Conroe-L Celeron és un processador de nucli simple construït amb la micro arquitectura d'Intel Core i amb una freqüència de rellotge molt menor a la del Cedar Mill Celeron, però encara els supera en rendiment. Està basat en els 65nm del nucli Conroe-L i usa un model de seqüència de la sèrie 400, els FSB van ser incrementats de 533 MT/s a 800 MT/s en aquesta generació, i el consum energètic es va reduir de 65 W a 35 W. Tradicionalment els Celeron, no posseeixen el suport per a les instruccions Intel VT. Tots els models Conroe-L són processadors de nucli simple són destinats al segment de valor de mercat, on agraden més els AMD basats en el nucli K8-Sempron. Aquesta línia de productes va ser llançada el 5 de juny de 2007.
El 21 d'octubre de 2007, Intel va presentar un nou processador per a la seva sèrie de plaques mares Intel Essential. El nom complet del processador és Celeron 220 i aquesta soldat a una placa base D201GlY2. Amb 1,2 GHz i 512 KiB de memòria cau (L2), posseeix un consum energètic de 19 W i pot fer ús de refrigeració passiva. El Celeron 220 és el successor del Celeron 215 que està basat en un nucli Yonah i usat en la placa base D201GlY. Aquest processador és usat exclusivament en les plaques Mini-ITX apuntant al segment de mercat de subvalor.

### Allendale
Hi havia discussió sobre la disponibilitat del model de processadors Core 2 Duo per a sobretaules (desktop) (E6300 a 1,86 GHz i E6400 a 2,13 GHz tots dos amb memòria cau de 2 MiB L2) tots dos proveïts d'un nucli Allendale. Abans del Q1 de 2007, tots els processadors E6300 i E6400 que van aparèixer eren nuclis Conroe (4 MiB de memòria cau L2) que tenen la meitat de la seva memòria cau de nivell 2 deshabilitada. El nucli Allendale es fabrica amb 2 MiB de memòria cau en total, oferint una grandària més petita i produccions per tant majors.
Extracte de The Tech Report:
«Existeixen moltes fonts que afirmen que el nom en codi per als processadors Intel Core 2 Duo amb 2 MiB de memòria cau L2 és Allendale, però Intel els crida d'una altra manera. Aquestes CPU encara són Conroe, la qual cosa posseeix sentit, ja que utilitzen els mateixos xips amb la meitat de la seva memòria cau L2 deshabilitada. Intel bé pot treballar amb un xip Allendale amb 2 MiB de memòria cau L2 nativa, 
però això no és el típic per a aquest xip».
Una altra diferència entre la sèrie Premium E6000 (nucli Conroe) i la sèrie E4000 (nucli Allendale) està en la freqüència de rellotge del bus nord. La sèrie E4000 és capaç de treballar amb un FSB de 200 MHz quad-pumped (consultar Pumping) a 800 MT/s, mentre que la sèrie E6000 treballa amb un bus nord de 266 MHz quad-pumped a 1066 MT/s. La sèrie E4000 només posseeix una manca quant al suport per a les instruccions VT de Intel
El Core 2 Duo E4300 utilitza un nucli Allendale i va ser llançat el 21 de gener de 2007. Els processadors Allendale usen una màscara menor amb sol 2 MiB de memòria cau, incrementant el nombre de transistors per sector.
Els processadors Allendale són produïts segons el factor de forma LGA775, sobre un node de 65nm. Les CPU E6300 i E6400 s'han fabricat sobre la base d'un Conroe de 4 MiB de memòria cau i un Allendale de 2 MiB. La seqüenciació és diferent segons el xip usat, els basats en Conroe usen seqüenciació B2 i els basats en Allendale, usen L2.
El preu per processador va ser inicialment de 163 dòlars americans per l'E4300. El preu estàndard per a venda OEM era de 175 dòlars americans, i 189 per al paquet retail. El 22 d'abril de 2007 el preu va ser rebaixat fins als 133 dòlars per l'E4400 i 113 dòlars per l'E4300. Els processadors Allendale amb mitja memòria cau L2 deshabilitada van ser llançats a mitjan juny de 2007 sota el nom Intel Pentium Dual-Core. La memòria cau útil va ser reduïda a la meitat una altra vegada quan el nucli Allendale va ser llançat sota el nom Intel Celeron; el Celeron E1200 té 512 KiB de memòria cau L2 compartida entre els seus dos nuclis.
El 22 de juliol de 2007, va ser llançat l'Allendale I4500, retirant progressivament al model E4300. Això va ser acompanyat d'una rebaixa en el preu del model E4400.

### Merom
Merom, la primera versió portàtil del Core 2, va anar oficialment presentada el 27 de juliol de 2006 però silenciosament va començar a arribar a les mans dels fabricants de PC a mitjan juliol al costat del nucli Conroe. Merom es va fer amb la primera línia de Intel de processadors per a portàtils, amb els mateixos trets de Conroe, però amb més èmfasi sobre el consum d'electricitat baix per millorar la durada de la bateria del portàtil. El nucli Merom basat en Core 2 Duo proporciona un lleu augment de rendiment amb renderització 3D i mitjans codificadors, mantenint la mateixa durada de la bateria que el nucli Yonah basat en Intel Core Duo. Merom és el primer processador de Intel para portàtils que implementa l'arquitectura Intel 64.
La primera versió del Merom és compatible amb la plataforma Napa d'Intel Core Duo, sent necessària l'actualització de la BIOS. Posseeix un consum energètic similar de 34 W i un FSB de 667 MHz. El xip Merom incorpora 4 MiB de memòria cau L2, la meitat d'aquesta desactivada en la sèrie T5xx0.
Una versió del Merom amb 2 MiB de cache L2 nadius, trucada Merom-2M, va ser llançada al mercat a principis de 2007. El nucli Merom-M2 usa seqüenciació L2 i M0; les versions amb voltatge extremadament baix del Core 2 Duo incorporen aquest nucli.
Una segona onada de microprocessadors Merom que incorporaven un FSB de 800 MHz i usaven el nou Socket P va ser llançada el 9 de maig de 2007. Aquests xips formen part de la plataforma Santa Rosa. Versions de baix voltatge van ser llançades el 9 de maig de 2007.
El primer Core 2 Solament va ser llançat en el tercer trimestre de 2007; es tractava dels xips O2100 i O2200, que corren a 1,6 i 1,2 GHz respectivament. Tots dos incorporen un FSB de 533 MHz i formen part de la família Intel ULW, consumint amb prou feines 5W, i suporten 64 bits, com la resta de la família. Van ser llançats amb compatibilitat per a la plataforma Napa en detriment de la plataforma Santa Rosa a causa de termes de consums.
Merom és una paraula hebrea que designa un pla superior en existència al cel, BaMerom significa en els cels. El nom va ser escollit per l'equip de Intel a Haifa, Israel, els que van dissenyar aquest processador.

### Merom XE
El processador Core 2 Extreme Mobile, basat en el nucli Merom XE, és un processador per portàtil d'alt rendiment. Llançat en dos models, el X7900 i el X7800, incorpora un FSB a 800 MHz. El X7800, llançat el 16 de juliol de 2007, corre a 2,6 GHz i costa al voltant de 851 dòlars americans per a instal·lacions de fàbrica. Aquest processador incorpora un consum energètic de 44 W i està inclòs en nova plataforma Intel Centrino (Santa Rosa). El X7900, llançat el 22 d'agost de 2007, corre a 2,8 GHz.
El X7900 va ser incorporat en els MacBook de venda al públic llançats el 7 d'agost de 2007.

### Kentsfield
El Kentsfield, llançat el 2 de novembre de 2006, va ser el primer processador de quatre nuclis de Intel per a sobretaules, denominat Core 2 Quad(i Xeon, per a servidors i estacions de treball). El topall de gamma Kentsfield era un Core 2 Extreme numerat QX6xx0. Tots ells incorporaven dues elegàncies de 4 MiB L2. El vaixell almirall, en Core 2 Quad Q6600, que corre a 2,4 GHz, va ser llançat el 8 de gener de 2007 al preu de US$ 851 (reduïts a 530 el 7 d'abril de 2007). El 22 de juliol de 2007 va ser la data triada per al llançament del Q6700 juntament amb l'Extreme QX6850, tots dos del tipus Kentsfield, al preu d'US$ 530 i 999 respectivament, i conjuntament a una baixada de preu del Q6600 fins als 267 dòlars.
De manera anàloga als nuclis denominats Pentium D, els Kentsfield conjunyien dos xips, cadascun d'ells equivalent a un Core 2 Duo, sobre un MCM. Això repercutia sobre el preu final, reduint-ho, però amb un pitjor tractament de dades sobre el pont nord comparat amb una arquitectura de xips independents, com és el cas dels AMD Quad FX. A més, com va poder predir-se per la configuració MCM, les potències màximes dels Kentsfield (QX6800 - 130 W, QX6700 - 130 W,] Q6600 - 105 W) eren el doble dels seus equivalents en velocitat Core 2 Duo.
Els múltiples nuclis dels Kentsfield permetien una millora sobre aplicacions la descomposició de les quals és més fàcil (com és el cas de la transcodificació d'àudio i vídeo, compressió de dades, edició de vídeo, renderitzat 3D i traçat de raigs). Per concretar un exemple, els videojocs multitasca com Crysis i Gears of War que han d'executar múltiples tasques simultànies com la intel·ligència artificial, àudio i físiques del joc es beneficien dels quatre nuclis. En molts casos, la velocitat de procés pot veure's millorada en funció de la disponibilitat de múltiples nuclis. Això hauria de ser considerat a l'hora de limitar el nombre de nuclis en els processadors pressuposant el nivell de desenvolupament del programari d'usuari.
Reprenent l'exemple, algunes proves han demostrat que Crysis falla en intentar aprofitar-se de més de dos nuclis simultàniament. D'altra banda, l'impacte d'aquesta característica sobre el rendiment general del sistema pot veure's significativament reduït en sistemes que treballin freqüentment amb tasques no relacionades entre elles com a sistemes multiusuari o entorns que executin tasques en segon pla mentre l'usuari es troba actiu. Encara existeixen sobrecàrregues relacionades amb l'execució de múltiples processos o tasques i la seva coordinació a l'hora de distribuir la càrrega en diverses CPU. Finalment, a nivell de maquinari, existeixen problemes de comunicació i accés a recursos per exemple en l'execució de tasques que accedeixen simultàniament a memòria o a recursos d'entrada i sortida.

### Kentsfield XE
El primer Kentsfield XE, denominat Core 2 Extreme QX6700 (codi de producte 80562) i la velocitat del qual és de 2,67 GHz, va ser llançat al mercat el 2 de novembre de 2006 al preu d'US $999. Incorpora el nucli Kentsfield XE, com a complement es va llançar el Core 2 Extreme X6800 de doble nucli basat en el nucli Conroe XE. Com els dobles nuclis Extreme, els processadors amb el nucli Kentsfield XE incorporaven els multiplicadors desbloquejats.
El Core 2 Extreme QX6800 que corria a 2,93 GHz va ser llançat el 8 d'abril de 2007 al preu de US $1199. Té una despesa energètica de 130 W, i està fet per a equips de gamma alta.
El Core 2 Extreme QX6850 que corria a 3 GHz va ser llançat el 22 de juliol de 2007 al preu d'US$ 999. Implementa un FSB més ràpid de 1333 MHz- Simultàniament, l'anteriorment disponible Extreme QX6700 va ser reduït de preu.

### Yorkfield XE
L'11 de novembre de 2007, Intel va llançar al mercat el primer processador Yorkfield XE, Core 2 Extreme QX9650. És el primer processador d'Intel per a sobretaules a usar tecnologia de 45 nm i enclavaments metàl·lics. Els Yorkfield incorporen xips duals amb dues elegàncies L2 de 6 MiB unificades. També, suporta 1333 MHz de FSB i un rellotge intern de 3 GHz. Incorpora a més instruccions de tipus SSE4.1 i compta amb un total de 820 milions de transistors en xips de 2x107 mm².

### Penryn
El successor per al nucli Merom, usat en la sèrie portàtil Core 2 Duo, el nom en clau de la qual és Penryn, va debutar en els processos a 45nm. A l'abril de 2007 van aparèixer molts detalls sobre Penryn en l'Intel Developer Forum (Fòrum de Desenvolupadors d'Intel). El seu successor s'espera que sigui el Nehalem.
Importants avanços com la inclusió d'instruccions de tipus SSE4 (també conegudes com a Noves Instruccions Penryn, presents en tota la sèrie excepte els T4000), reducció dels temps de latència entre nuclis per a una millor i més eficient interconnexió entre aquests, nous materials per a la fabricació (els més significatius són els dielèctrics d'alta temperatura basats en hafni), entre altres millores d'arquitectura.
El Penryn va a l'una amb la sèrie Bearlake per a sobretaules d'Intel de 2007, alguns dels quals incrementen la seva velocitat del bus (connexió amb el pont nord, etc.) a 1333 MHz i suporten DDR• SDRAM. En portàtils i altres equips mòbils, Penryn suporta DDR3.
Els nous Intel de 45nm basat en Penryn, denominats Core 2 Duo i Core 2 Extreme, van ser llançats el 6 de gener de 2008. Els nous processadors consumeixen només 35W, i el model T9500 concretament, va ser llançat per a portàtils amb companyies com HP, els primers models de les quals van ser posats a la venda amb 2,6 GHz a la fi de gener de 2008.
Intel va llançar un xip exclusiu per a Apple el 28 d'abril de 2008 que incrementa la velocitat fins a 3,06 GHz i el FSB fins als 1066 MHz, canviant la memòria cau L2 compartida a 6 MiB.
L'accés a la sèrie Penryn comença amb els T4000, amb 1 MiB de memòria cau L2 i FSB 800 MHz i finalitza amb la sèrie T9000, amb 6 MiB de memòria cau L2 i FSB que va des de 800 MHz fins als 1066 MHz.

### Wolfdale

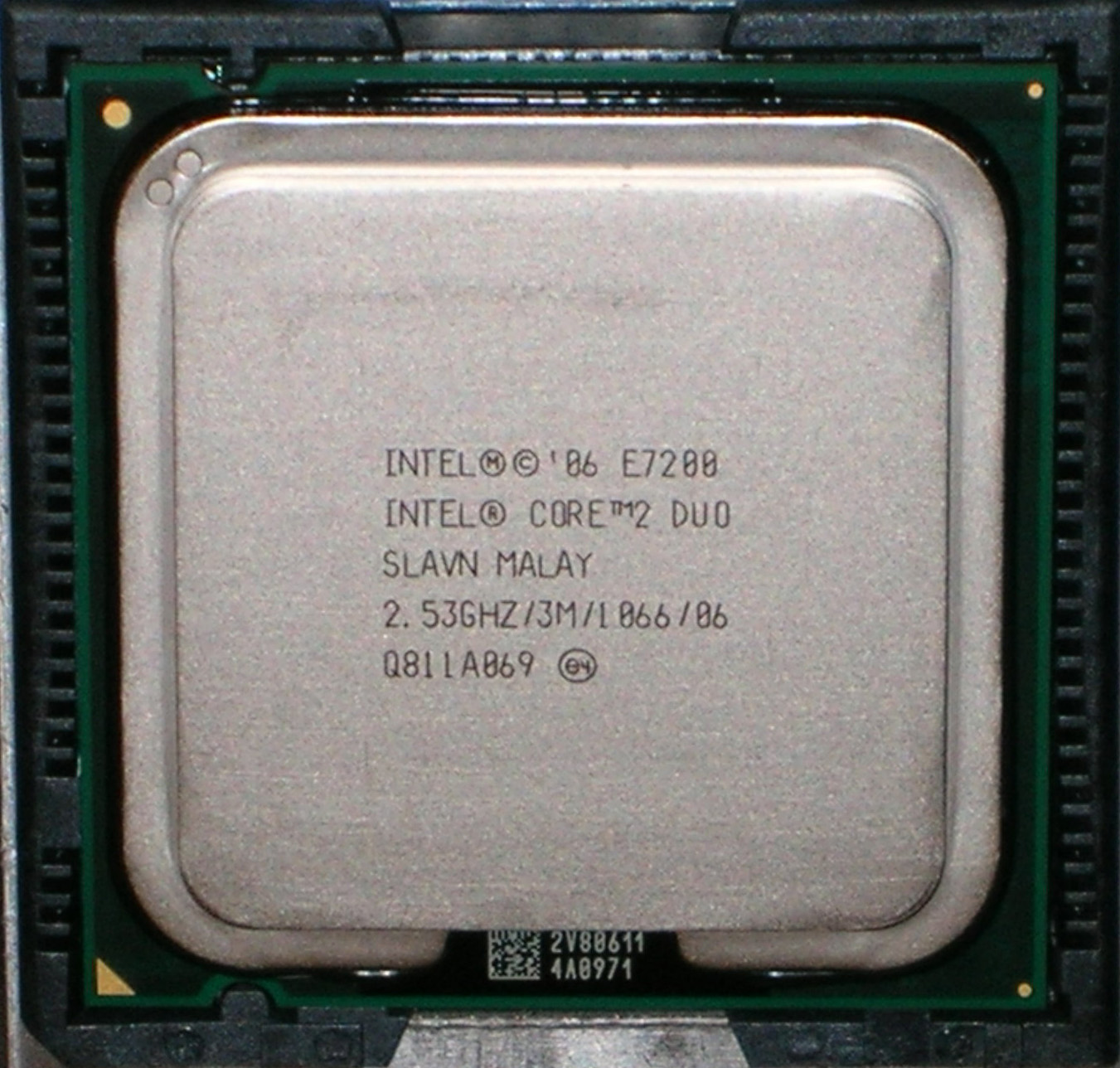
Core 2 Duo Wolfdale E7200.

Wolfdale el nom en clau per a les sèries Celeron E3000, Pentium E5000 i E6000, i Core 2 Duo E7000 i E8000 per a sobretaules, basats en Penryn i superiors als xips Conroe, amb millor consum, menors temperatures i major rendiment comparats sota una mateixa gamma, indistintament de la velocitat del bus i la quantitat de memòria cau. Llançats el 20 de gener de 2008, incorporen dos nuclis de processament fabricats en un suport de 45nm i inclouen les extensions SSE4.1 (excepte la totalitat de Pentium i Celeron, que comprenen les sèries E3000, E5000 i E6000). El seu primer exponent ha estat l'E8400, el qual consta d'una memòria cau de 6 MiB. Aquesta primera revisió de Wolfdale era coneguda com a C0. Després, amb la sortida de l'E8500 i E8600 arribaria una revisió millorada denominada I0, la qual precisa menys voltatge a una mateixa freqüència, permetent millors temperatures de funcionament i major marge d'overclock. Al mateix temps de la sortida dels germans majors de la família Wolfdale, arribaven els models E7000, corrent a 2,53 GHz en el seu exponent més bàsic, comptant amb 3 MiB de memòria cau de nivell 2 i 1066 MHz de FSB. Seguidament van aparèixer els Wolfdale sèrie E5000, amb els quals Intel va recuperar la denominació Pentium per nomenar aquesta sèrie. Els Wolfdale E5000 manquen d'instruccions SSE4.1, posseeixen 2 MiB de memòria cau de nivell 2 i 800 MHz de FSB corrent a 2,5 GHz en el seu model més bàsic, el Pentium I5200. Posteriorment Intel llança sota la denominació Celeron la sèrie E3000, que són bàsicament Wolfdale que manquen de SSE4.1, amb 1MiB de memòria cau de nivell 2 i 800 MHz de FSB corrent a 2.4 GHz en el seu model més bàsic, el Celeron I3200.

### Yorkfield
Yorkfield (nom en clau per les sèries Q8000, Q9000 i QX9000) incorporen xips duals de doble nucli amb dues elegàncies de nivell 2 de 6 MiB unificades. Versions més recents van ser llançades amb dues elegàncies de nivell 2 de 3 MiB unificades i amb dues elegàncies de nivell 2 de 2MiB unificades, però es desconeix si es tracta d'elegàncies de 6 MiB amb una part deshabilitada o són versions amb 3 MiB i 2 MiB natius dissenyats per reduir costos de producció. També incorporen suport per a FSB a 1333 MHz. Aquests processadors van ser posats a la venda a la fi de maig de 2008, començant pel Q9300 i Q9450. Les CPU Yorkfield esperaven ser llançades el gener de 2008, però van ser retardades fins al 15 de maig. Inicialment es va atribuir aquest retard a una fallada del xip; més tard es va descobrir que es tractava d'assegurar la compatibilitat amb les plaques de quatre làmines impreses usades en gran part de les plaques. En Intel Developer Forum de 2007, un Yorkfield va ser comparat amb un Kentsfield.

## Successors
El successor pel Penryn, basat en la micro arquitectura Core posterior que inclou funcions com la tornada de Hyper-Threading, és el "Core i7" basat en la microarquitectura Nehalem; va ser anunciat en l'IDF de setembre de 2007, i la seva aparició no s'espera fins abans de finals de 2008. Els Intel basats en Nehalem-Bloomfield seran llançats al setembre juntament amb els chipsets X58.
La placa de 32nm del Nehalem es denomina Westmere. Sandy Bridge serà desenvolupat sobre 32 nm amb una nova micro arquitectura sobre 2010. En 2011, Intel llançarà el primer processador sobre una placa de 22nm. Basant-se en el cicle d'Intel d'alternar noves arquitectures i noves plaques cada dos anys, actualment està assumit que Sandy Bridge constituirà una nova plataforma per a suport .

## Requeriments de sistema

### Compatibilitat amb plaques base
Conroe, Conroe XE i Allendale usen el Socket LGA775; no obstant això, no totes les plaques base suporten tots els processadors.
Els xipsets suportats són:
- Intel: 865PE/G/GV/G, 945P/PL/G/GZ/GC, 965P/G, 975X, P/G/Q965, Q963, 946GZ/PL, P3x, G3x, Q3x, X38, X48, P4x, 5400 Express
- NVIDIA: nForce4 Ultra/SLI X16 per Intel, nForce 570/590 SLI per Intel, nForce610i-7050 650i Ultra/650i SLI/680i LT SLI/680i SLI i nForce 750i SLI/780i SLI/790i SLI/790i Ultra SLI.
- VIA: P4M800, P4M800PRO, P4M890, P4M900, PT880 Pro/Ultra, PT890.
- SiS: 662, 671, 671fx, 672, 672fx
- ATI: Radeon Xpress 200 i CrossFire Xpress 3200 per Intel

Vegeu també: Llista de xipsets Intel
L'actual Yorkfield XE, model QX9770 (45 nm amb FSB de 1600 MHz) té compatibilitat només amb alguns xipsets: amb X38, P35 (amb overclocking) i alguns d'alt rendiment com X48 i P45. De manera escalonada s'alliberen actualitzacions per BIOS que habiliten el suport per a la nova tecnologia Penryn, i el nou QX9775 és compatible únicament amb D5400XS encara i la seva placa base pot manejar dues d'ells.
A pesar que una placa base posseeixi el xipset necessari per suportar el nucli Conroe, algunes d'elles no ho suporten. Això ho causa el requeriment d'aquests processadors d'energia, que s'especifica en el Voltage Regulator-Down (VRD) 11.0. Aquest requeriment és el resultat del menor consum dels nuclis Conroe, comparat amb els Pentium 4 i D als quals reemplaça. La majoria de les plaques suporten els nuclis Conroe amb una simple actualització de la BIOS que permeti reconèixer el FID (Frequency ID) dels Conroe i el VID (Voltatge ID).

### Mòduls de memòria síncrons
Al contrari que els anteriors Pentium 4 i Pentium D, la tecnologia del Core 2 mostra el gran benefici obtingut en usar memòria sincronitzada amb el FSB. Això significa que per una CPU de tipus Conroe amb un FSB a 1066 MHz, la memòria ideal és una DDR2 PC2-4200 o PC2-8500. En algunes configuracions, l'ús d'una PC2-5300 pogués realment reduir el rendiment. A pesar que les memòries DDR2 amb velocitats superiors ofereixen incrementar el rendiment, la diferència real sobre jocs i aplicacions és amb prou feines notable.
| Model de processador | "Front Side Bus" | Memòria aparellada i amplada de banda màxima un canal/ dos canals                   | Memòria aparellada i amplada de banda màxima un canal/ dos canals                         | Memòria aparellada i amplada de banda màxima un canal/ dos canals                            |
| Model de processador | "Front Side Bus" | DDR1                                                                                | DDR2                                                                                      | DDR3                                                                                         |
| --- | ---------------- | ----------------------------------------------------------------------------------- | ----------------------------------------------------------------------------------------- | -------------------------------------------------------------------------------------------- |
| Portàtils: T5200, T5300, O2n00, O7n00                                                                                       | 533 MT/s         | PC-2100 (DDR-266) 2.133 GB/s / 4.267 GB/s                                           | PC2-4200 (DDR2-533) 4.264 GB/s / 8.528 GB/s PC2-8500 (DDR2-1066) 8.500 GB/s / 17.000 GB/s | PC3-8500 (DDR3-1066) 8.530 GB/s / 17.060 GB/s                                                |
| Sobretaules: E6n00, E6n20, X6n00, E7n00, Q6n00 i QX6n00 Portàtils: T9400, T9600, X9100, P7350, P8400, P8600, P9500          | 1066 MT/s        | PC-2100 (DDR-266) 2.133 GB/s / 4.267 GB/s                                           | PC2-4200 (DDR2-533) 4.264 GB/s / 8.528 GB/s PC2-8500 (DDR2-1066) 8.500 GB/s / 17.000 GB/s | PC3-8500 (DDR3-1066) 8.530 GB/s / 17.060 GB/s                                                |
| Portàtils: T5n00, T5n50, T7n00, L7200, L7400                                                                                | 667 MT/s         | PC-2700 (DDR-333) 2.667 GB/s / 5.334 GB/s                                           | PC2-5300 (DDR2-667) 5.336 GB/s / 10.672 GB/s                                              | PC3-10600 (DDR3-1333) 10.670 GB/s / 21.340 GB/s                                              |
| Sobretaules: E6n40, E6n50, E8nn0, Q9nn0, QX6n50, QX9650                                                                     | 1333 MT/s        | PC-2700 (DDR-333) 2.667 GB/s / 5.334 GB/s                                           | PC2-5300 (DDR2-667) 5.336 GB/s / 10.672 GB/s                                              | PC3-10600 (DDR3-1333) 10.670 GB/s / 21.340 GB/s                                              |
| Portàtils: T5n70, T7n00 (Socket P), L7300, L7500, X7n00, T8n00, T9300, T9500 Sobretaules: E4n00, Pentium E2nn0, Celeron 4n0 | 800 MT/s         | PC-1600 (DDR-200) 1.600 GB/s / 3.200 GB/s PC-3200 (DDR-400) 3.200 GB/s / 6.400 GB/s | PC2-3200 (DDR2-400) 3.200 GB/s / 6.400 GB/s PC2-6400 (DDR2-800) 6.400 GB/s / 12.800 GB/s  | PC3-6400 (DDR3-800) 6.400 GB/s / 12.800 GB/s PC3-12800 (DDR3-1600) 12.800 GB/s / 25.600 GB/s |
| Sobretaules: QX9770, QX9775                                                                                                 | 1600 MT/s        | PC-1600 (DDR-200) 1.600 GB/s / 3.200 GB/s PC-3200 (DDR-400) 3.200 GB/s / 6.400 GB/s | PC2-3200 (DDR2-400) 3.200 GB/s / 6.400 GB/s PC2-6400 (DDR2-800) 6.400 GB/s / 12.800 GB/s  | PC3-6400 (DDR3-800) 6.400 GB/s / 12.800 GB/s PC3-12800 (DDR3-1600) 12.800 GB/s / 25.600 GB/s |

En treballs que requereixen grans sumes d'accés a memòria, els processadors Core 2 de quatre nuclis es poden beneficiar significativament de l'ús d'una memòria PC2-8500, la qual funciona exactament al doble de la velocitat del FSB; no és una configuració oficialment suportada, però un bon nombre de plaques base ho ofereixen.
El processador Core 2 no requereix l'ús de memòries DDR2. Mentre que els chipsets Intel 975X i P965 la necessiten, algunes plaques i xipsets suporten Core 2 sobre memòria DDR. En aquests casos, el rendiment pot reduir-se a causa del baix ample de banda de comunicació disponible de la memòria.

## Errors dels xips d'Intel
La unitat de maneig de memòria (MMU) dels Core 2 en els processadors X6800, E6000 i E4000 no opera en sistemes antics que implementin generacions de maquinari x86. Això causa problemes, la majoria d'ells de seguretat i estabilitat, fins i tot amb programari operatiu disponible. Intel informa que en els propers mesos s'actualitzaran els manuals de programació amb informació sobre els mètodes recomanats per manejar el TLB (Translation Lookaside Buffer) dels Core 2 per evitar problemes, i admet que «en casos aïllats, les fallades del TLB poden causar comportament impredictible del sistema, com pengis o informació incorrecta».
Alguns problemes coneguts:
- Protecció contra escriptura o bits de no execució ignorats.
- Instruccions de coma flotant incoherents.
- Possibilitat de corrompre la memòria fora de rang permetent a un procés escriure seqüències comunes d'instruccions.

Les errates de Intel Ax39, Ax43, Ax65, Ax79, Ax90, Ax99 són particularment serioses. Concretament, les 39, 43, i 79, que poden causar comportament impredictible del sistema o pengi permanent, s'han corregit en recents passos.
Alguns dels quals han qualificat aquesta errata com particularment seriosa són Theo de Raadt d'OpenBSD i Matthew Dillon de DragonFly BSD. Per contrastar les visions sobre el tema, Linus Torvalds va qualificar la fallada TLB «absolutament insignificant», al que va afegir «El major problema és que Intel hauria d'haver documentat el comportament del TLB molt millor».
Microsoft ha elaborat l'actualització KB936357 per corregir l'errata en el micro codi sense pèrdua de rendiment. Existeixen actualitzacions per a BIOS que corregeixen aquest problema.

## Preus
Els preus per als varis models de Core 2, en la seva data de llançament, es poden trobar en la llista de processadors Intel Core 2. cal afegir que aquests preus són vàlids per a fabricants com Apple Inc., Dell i HP. No hi ha preus de referència per a venda al públic, si bé és cert que els preus finals normalment no s'allunyen del preu per a majoristes, però depèn de l'oferta i la demanda i el marge de benefici que es reservi el venedor.

## Nomenclatura i abreviatures
Amb el llançament del processador Core 2, l'abreviatura C2 s'ha tornat d'ús comú, amb les seves variants C2D (el present Core 2 Duo), i C2Q, C2E per referir-se als Core 2 Quad i Core 2 Extreme respectivament. C2QX es refereix als Extreme-Edition dels Quad (QX6700, QX6800, QX6850).